# Kabupaten Lembata
Kabupaten Lembata är ett kabupaten i Indonesien.   Det ligger i provinsen Nusa Tenggara Timur, i den sydöstra delen av landet, 1 900 km öster om huvudstaden Jakarta. Antalet invånare är 117 829. Kabupaten Lembata ligger på ön Pulau-pulau Solor.